# Hobby

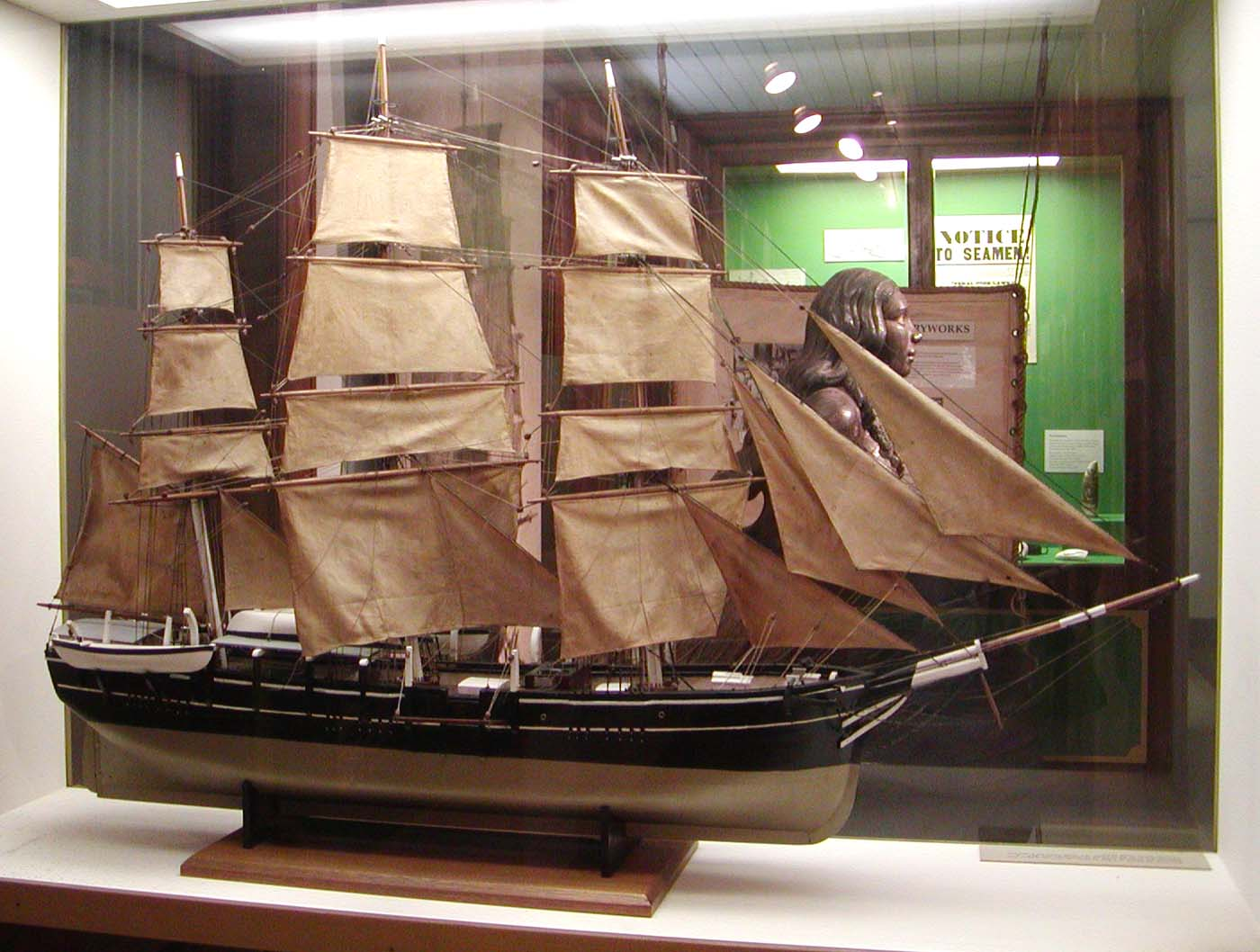
Fartygsmodell.

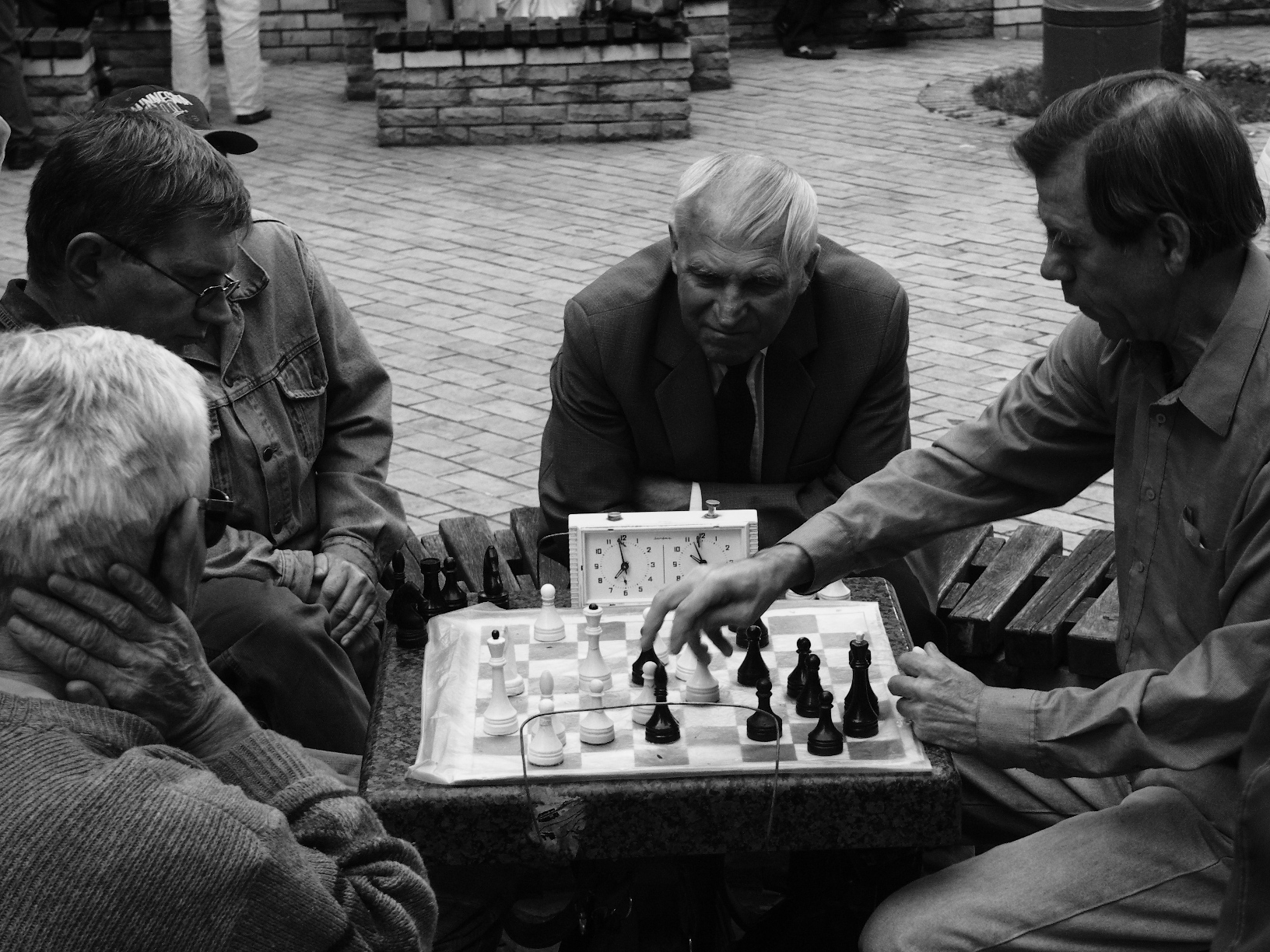
Schackspelare i Kiev.

Hobby är en fritidssysselsättning som utförs som avkoppling eller för nöjes skull, till skillnad från ett yrke som utförs för försörjning. Med andra ord kan en hobby sägas vara frivol, lättsinnig, men också ett sätt att göra fritiden meningsfull 
Ordet "hobby", som är ett inlån från engelskan, kan härledas etymologiskt till det medeltida ordet hobyn som betyder 'liten häst' eller 'ponny', men kan också härledas till mansnamnet Robert. Ordet "hobyn" hade mot 1550-talet genomgått en betydelseförskjutning och syftade då på en leksakshäst, käpphäst, gunghäst, men kom att ytterligare förskjutas till innebörden 'favoritförströelse', vilket kan spåras till 1670-talet. 1816 finns det första belägget på engelska för formen "hobby" och avsåg då 'aktivitet som inte leder någonvart'. På svenska användes ordet "hobby-horse" år 1841 i samma betydelse som 'hobby', och något halvt århundrade senare brukades formen "hobby".
Hobby kan utföras enskilt eller i grupp, och kan organiseras i ideella föreningar. Med hobby avses i synnerhet sådant man gör på fritiden där sysselsättningen har privat eller trivial natur, inte är ansvarskrävande, och inte bringar några särskilda extrainkomster (jämför binäring). Så kan exempelvis slöjd skiljas från att vara hantverkare, från manufakturer, och från industrier. Hobbyverksamhet sammanförs ofta med den personliga sfären, till skillnad från utåtriktade ämnen som politik eller religion vilka berör samhället, så exempelvis vid kategoriseringen av bloggar. Svenska akademiens ordbok definierar "hobby" som 'favoritsysselsättning' eller 'vurm'.
Hobbyverksamheter började bli vanligare under stora depressionen i USA, åtminstone började ordet användas och aktiviteter som klassades som hobby att främjas av det offentliga samhället. Viljan till personlig aktivitet lyftes fram som något gott, vilket i synnerhet tycks ha gällt hobbyer som urskiljde det goda i det förflutna som var värt att bevara.
Det är vanligt med föreningar för specifika hobbyer där personer med samma intresse kan mötas. Dessa föreningar kan även ingå i större förbund, exempelvis Sveriges Schackförbund, Sveriges Shogiförbund eller Sveriges roll- och konfliktspelsförbund.
Inkomstgivande hobbyer beskattas i Sverige. Hobbyverksamhet definieras av Skatteverket som "en självständig verksamhet som inte är näringsverksamhet".